# Pygopleurus psilotrichius
Pygopleurus psilotrichius är en skalbaggsart som beskrevs av Franz Faldermann 1835. Pygopleurus psilotrichius ingår i släktet Pygopleurus och familjen Glaphyridae. Utöver nominatformen finns också underarten P. p. annamariae.